# Escàs
Escàs is een dorp in de Andorrese parochie La Massana en telt 74 inwoners (2010). Het plaatsje, dat niet het statuut van quart heeft, ligt aan de Riu de les Claperes, net ten noordwesten van het stadscentrum. Door het westen van de kern stroomt het Canal de les Casasses.
In Escàs is het bouwbedrijf Construccions Buiques gevestigd, de hoofdsponsor van voetbalclub FC Rànger's uit Andorra la Vella.

## Wandelpaden
- Camí de la Llobatera, richting de Coll Passader (1669 m)
- Camí del Pou, richting La Massana-centrum
- Camí d'Escàs, richting La Massana-centrum

Quarts: Anyós · Arinsal · Erts · L'Aldosa de la Massana · La Massana · Pal · Sispony

Andere kernen: El Pui · Escàs · Mas de Ribafeta · Puiol del Piu · Xixerella